# Institut Cartogràfic i Geològic de Catalunya
L'Institut Cartogràfic i Geològic de Catalunya (ICGC) és un organisme creat l’1 de febrer de 2014 en substitució dels anteriors Institut Cartogràfic de Catalunya (ICC) i Institut Geològic de Catalunya (IGC). Té la seu a l'Antic pavelló de la Caixa de Pensions, al passeig de Santa Madrona de Barcelona.

## Origen i precedents
El 1915 es posava en marxa el Servei del mapa Geogràfic de Catalunya, el que seria l'embrió de l’actual Institut Cartogràfic i Geològic de Catalunya (ICGC). Era la primera vegada que Catalunya comptava amb un organisme oficial i públic encarregat de la cartografia que, fins llavors, s'encarregava de manera externa. Aquest fou un organisme creat amb la intenció de cartografiar el territori català. Així, es feu patent la necessitat de comptar amb un mapa topogràfic i geològic i poder confeccionar un mapa geogràfic a escala 1:100.000. En un primer moment, aquest organisme va dependre de la Diputació de Barcelona, però, ben aviat, el 1919, es va traspassar a la Mancomunitat de Catalunya, posant-se al servei de la modernització dels serveis públics del país i de la vertebració del territori.
El 1916, al seu torn, va néixer el Servei Geològic de Catalunya (SGC) amb la missió d’encarregar-se dels treballs de camp indispensables per a l'elaboració del mapa de Catalunya i continuar els treballs geològics a tot Catalunya. El Servei va perviure fins al 1925, en què fou suprimit juntament amb la Mancomunitat per la dictadura de Primo de Rivera. Aleshores, ambdós serveis van passar per la Generalitat i la Diputació de Barcelona fins a la creació de l'Institut Cartogràfic de Catalunya (ICC).
El 1932, després de la proclamació de la República i l'aprovació de l'Estatut, hi hagué intents de crear un institut geològic de Catalunya, però van quedar frustrats per la Guerra Civil i la dictadura del general Franco. El 1979 es va crear el SGC per a disposar de l'instrument tècnic en el camp de la geologia i la geotècnia que permetés assolir, en aquests àmbits, un coneixement adequat del sòl i del subsòl per a la seva aplicació a l'obra pública i la política territorial, i per a l'avaluació del risc geològic I l'elaboració de la cartografia geològica. El 1982 assumí les funcions del Servei de Sismologia de Catalunya, creat el 1981. L'any 2005, arran de l'esfondrament del Carmel, el Parlament de Catalunya va aprovar-ne la creació amb personalitat jurídica pròpia i plena capacitat d'obrar per a exercir les seves funcions.
Paral·lelament, l'ICC va ser creat el 1982, i inaugurat l'any 1983, reprenent la tasca iniciada pels serveis geogràfics de la Mancomunitat de Catalunya i de la Generalitat de Catalunya durant la dècada de 1930, substituint així el Servei Cartogràfic creat el 1978
El 2015, l'ICGC commemorà el seu centenari  amb l'exposició El mapa com a eina de govern: centenari de la creació dels serveis geogràfic i geològic de Catalunya.

## Funcions
Les seves funcions estan relacionades amb les competències sobre geodèsia i cartografia i sobre la infraestructura de dades espacials de Catalunya, i també les d'impulsar i dur a terme les actuacions relatives al coneixement, la prospecció i la informació sobre el sòl i el subsòl, en els termes establerts per la Llei 16/2005, de 27 de desembre, de la informació geogràfica i de l'Institut Cartogràfic de Catalunya, i per la Llei 19/2005, de 27 de desembre, de l'Institut Geològic de Catalunya.

## Direcció
Des del 1982 fins al 2014, Jaume Miranda i Canals va ser el Director General del ICC, i a partir d'aquell any passà a ser-ho de l'ICGC. El febrer del 2017 Jaume Massó i Cartagena és nomenat nou director, substituint a Jaume Miranda, i ocupant el càrrec fins al novembre de 2022, en que és substituït per Myriam Moysset i Gil, que és nomenada nova directora de l'ICGC.